# 淡路円治郎
淡路 円治郎（淡路 圓治郎、あわじ えんじろう、1895年2月13日 - 1979年4月30日）は、日本の心理学者、社会学者、教育者。立教大学名誉教授・初代社会学部長、東京帝国大学教授・航空研究所教授。心理学および労務管理学の権威で、立教大学社会学部の創設者である。労働、通産、文部各省の審議会委員も歴任し、日本労務研究会理事長や雇用問題研究会会長なども務めた

## 人物・経歴
兵庫県神戸市生まれ。1919年（大正8年）、東京帝国大学文学部心理学科を卒業した。その後、大学院に学び、1925年（大正14年）からドイツに留学し、ベルリン大学、ハンブルク大学で学ぶ。
1927年（昭和2年）、立教大学教授に就任。1929年（昭和4年）に東京帝国大学助教授、1939年に（昭和14年）教授となった。
1945年（昭和20年）、東大航空研究所教授。1947年（昭和22年）に退官し、再び立教大学教授に就任する。
1948年（昭和23年）に日本労務研究会理事長となる。
1950年（昭和25年）には立教大学文学部社会学科長を務めており、1951年（昭和26年）には産業労働を視察するために渡米。
1958年（昭和33年）に、立教大学社会学部を創設し、初代学部長に就任。のちに名誉教授。
1967年（昭和42年）、雇用問題研究会会長に就いた。
その他、労働省、通産省、文部省の各審議会委員を務めた。

## 主な著作
- 『職業心理学』教育研究会 1928年
- 『材能研究』教育研究会 1929年
- 『個人差の心理学』 雄山閣 1932年
- 『人事管理』新訂増補版千倉書房 1939年
- 『職工養成』千倉書房　1940年
- 『職工養成の常識』千倉書房　1941年
- 『高速と人間』 山海堂出版部 1943年
- 『勞務總論』（新勞務叢書）河出書房 1949年
- 『アメリカの労務管理 主要16社における実態調査』 ダイヤモンド社 1952年
- 『労務原論』上巻 ダイヤモンド社 1958年
- 『労務原論』下巻 ダイヤモンド社 1958年